# Burgruine Döffingen
Die Burgruine Döffingen bezeichnet eine abgegangene Höhenburg auf der 460 m ü. NN hohen Spitze der Bergzunge des „Forchenwald“ zwischen Würm und Schwippe 700 Meter westlich von Döffingen, einem Ort in der Gemeinde Grafenau im Landkreis Böblingen in Baden-Württemberg.
Die Ortsadeligen von Döffingen sind von 1272 bis 1447 nachweisbar und waren wohl Dienstmannen der Tübinger Pfalzgrafen, was eine Erbauungszeit der Burg im 13. Jahrhundert vermuten lässt.
Von der ehemaligen Burganlage ist nur noch ein Schutthaufen erhalten. Die Flurbezeichnung Buschelberg (Buschel=Burstel=Burgstall) weist auf den Burgstall hin.